# Aguna (bướm)
Aguna là một chi bướm ngày thuộc họ Bướm nâu.

## Các loài
- Aguna albistria albistria (Plötz, 1880) Brazil
  - Aguna albistria leucogramma(Mabille, 1888) southeast Mexico to Colombia and Venezuela (Surinam?)
- Aguna asander (Hewitson, 1867) Gold-spotted Aguna type locality Brazil 
  - Aguna asander asander (Hewitson, 1867) Nam Hoa Kỳ (as stray) to Argentina
  - Aguna asander haitensis (Mabille & Boullet, 1912) Cuba and Hispaniola
  - Aguna asander jasper Evans, 1952 Jamaica
- Aguna aurunce Hewitson, 1867 type locality Brazil 
  - Aguna aurunce hypozonius (Plötz, 1880) south east Mexico to Venezuela
- Aguna camagura (R. Williams, 1926) type locality Brazil
- Aguna cirrus Evans, 1952 type locality Brazil
- Aguna claxon Evans, 1952 Emerald Aguna Cuba, south Texas to Colombia and Surinam
- Aguna clina Evans, 1952 type locality Colombia
- Aguna coeloides Austin & O. Mielke, 1998 southeast Mexico to southern Brazil
- Aguna coelus (Stoll, 1781) Stoll's Aguna Costa Rica and Panama to Peru and central Brazil
- Aguna ganna (Möschler, 1879) Ganna Aguna Costa Rica to Colombia and Venezuela
- Aguna glaphyrus (Mabille, 1888) type locality Brazil
- Aguna latifascia Austin & O. Mielke, 1998 type locality Ecuador
- Aguna latimacula Austin & O. Mielke, 1998 type locality Brazil
- Aguna longicauda Austin & O. Mielke, 1998 type locality Brazil
- Aguna megaeles (Mabille, 1888) type locality Brazil 
  - Aguna megaeles malia Evans, 1952 type locality Venezuela
- Aguna mesodentata Austin & O. Mielke, 1998 type locality Brazil
- Aguna metophis (Latreille, [1824]) Long-tailed Aguna south Texas to south Brazil
- Aguna nicolayi Austin & O. Mielke, 1998 type locality Brazil
- Aguna panama Austin & O. Mielke, 1998 Panamanian Aguna Honduras to Venezuela
- Aguna parva Austin & O. Mielke, 1998 type locality Brazil
- Aguna penicillata Austin & O. Mielke, 1998 type locality Brazil
- Aguna similis Austin & O. Mielke, 1998 type locality Brazil
- Aguna spatulata Austin & O. Mielke, 1998 type locality Brazil
- Aguna spicata Austin & O. Mielke, 1998 type locality Brazil
- Aguna squamalba Austin & O. Mielke, 1998 type locality Brazil
- Aguna venezuelae O. Mielke, 1971 type locality Venezuela